# Сухча
Сухча (груз. სუხჩა) — село в Грузии, на территории Хонийского муниципалитета края (мхаре) Имеретия.

## География
Село находится в западной части Грузии, на правом берегу реки Цхенисцкали, на расстоянии приблизительно 8 километров (по прямой) к северо-северо-востоку от города Хони, административного центра муниципалитета. Абсолютная высота — 206 метров над уровнем моря.

## Население
По результатам официальной переписи населения 2014 года, в Сухче проживало 237 человек (116 мужчин и 121 женщина). В национальной структуре населения грузины составляли 100 %.
| Год  | Население, человек |
| ---- | ------------------ |
| 2002 | 288                |
| 2014 | ↘ 237              |